# Wyspa Spichrzów (Elbląg)
Wyspa Spichrzów – lewobrzeżna dzielnica Elbląga. Jest to obszar od wschodu ograniczony rzeką Elbląg, a od południa, zachodu i północy otoczony przez fosę miejską.

## Historia
Pierwsze spichlerze na wyspie pojawiły się w końcu XIV wieku, po połączeniu jej z miastem dwoma mostami, a pierwszy i jedyny do XVIII wieku żuraw portowy zbudowano w roku 1364. Drewniane i kryte trzciną spichrze często były niszczone przez pożary. Konflikty elbląsko – gdańskie i elbląsko – krzyżackie kończyły się zniszczeniami na wyspie.
Oprócz spichlerzy na wyspie znajdowała się giełda kupiecka. Była w niej izba korcowa, w której przechowywano wzory miar oraz urzędował w niej, prowadzący rejestry, pisarz korcowy.
Do dzisiaj niewiele zachowało się z dawnej zabudowy Wyspy Spichrzów. W niedalekiej przyszłości planowany jest szereg inwestycji, mających przywrócić tę część miasta do dawnej świetności. Pojawił się m.in. pomysł stworzenia tam strefy wolnej od zakazu picia alkoholu w miejscach publicznych.